# Princeton (Texas)
Pour les articles homonymes, voir Princeton.
Princeton est une ville du comté de Collin, dans l’État du Texas, aux États-Unis. Lors du recensement de 2010, sa population s’élevait à 6 807 habitants.

## Source
- (en) Cet article est partiellement ou en totalité issu de l’article de Wikipédia en anglais intitulé « Princeton, Texas » (voir la liste des auteurs).